# François Schons
François Schons (* 17. Januar 1984) ist ein luxemburgischer Eishockeyspieler, der seit 2013 beim IHC Beaufort spielt. Seit 2016 nimmt er mit der Mannschaft an der belgischen National League Division I teil.

## Karriere
François Schons begann seine Karriere bei Hiversport Luxembourg. 2002 wechselte er zum Rekordmeister Tornado Luxembourg, für den er sowohl in der luxemburgischen Eishockeyliga als auch in der fünftklassigen deutschen Rheinland-Pfalz-Liga und der viertklassigen französischen Division 3 spielte. 2003 wurde er mit Tornado luxemburgischer Landesmeister. Von 2013 bis 2016 stand er beim IHC Beaufort erneut in der Rheinland-Pfalz-Liga auf dem Eis. Seit 2016 tritt er mit dem Team in der belgischen National League Division I, der zweithöchsten Spielklasse des Landes, an.

### International
Im Juniorenbereich spielte Schons für Luxemburg bei der U18-D-Europameisterschaft 1998, den U18-Weltmeisterschaften 1999 und 2000 jeweils in der Europa-Division 2 sowie 2001 bei der Qualifikation für Division III der U20-Weltmeisterschaft und bei der Division III der U20-Weltmeisterschaft 2003.
Mit der Herren-Nationalmannschaft nahm Schons an den Welttitelkämpfen der Division II 2002 und 2004 sowie der Division III 2003, 2005, 2006, 2007, 2008, 2009, 2010, als er sowohl zum besten Verteidiger des Turniers als auch zum besten Spieler seiner Mannschaft gewählt wurde, 2011, 2013, 2014 und 2017 teil. Bei der Weltmeisterschaft 2018 spielte er erstmals in der Division II.

## Erfolge und Auszeichnungen
- 2003 Luxemburgischer Meister mit Tornado Luxembourg

### International
- 2003 Aufstieg in die Division II bei der Weltmeisterschaft der Division III
- 2010 Bester Verteidiger bei der Weltmeisterschaft der Division III, Gruppe A
- 2017 Aufstieg in die Division II, Gruppe B, bei der Weltmeisterschaft der Division III